# Ettore Maragnoli
Ettore Maragnoli, detto Er Fuciliere (Roma, 29 giugno 1944 – Roma, 26 gennaio 1996), è stato un mafioso italiano noto come membro della Banda della Magliana.

## Biografia
Nato a Testaccio, entrò nel mondo della criminalità all'inizio degli anni sessanta, inizialmente come usuraio, e all'interno della Banda della Magliana fu dedito prevalentemente alla detenzione e allo spaccio di sostanze stupefacenti, molto spesso insieme al suo amico Paolo Frau.  Proprio grazie a quest'ultimo, Maragnoli fece la conoscenza di Enrico De Pedis e Danilo Abbruciati e gli venne subito affidata la gestione di parte del narcotraffico ostiense, per poi spostarsi nelle zone di Testaccio e Monteverde
Arrestato nel 1993 insieme ad altri componenti della banda, venne poi assolto in appello nel maxiprocesso alla Banda.
Dopo la fine del sodalizio criminale della Magliana, assunse il controllo delle nuove attività sul litorale, principalmente nel settore del gioco d'azzardo e delle scommesse clandestine. Mori nel 1996.

## Nella cultura di massa
Nel libro di Giancarlo De Cataldo Romanzo criminale, il personaggio di Nercio è chiaramente ispirato alla figura di Ettore Maragnoli.